# Гогенберги
Гогенберги (Hohenberg) — старшая морганатическая ветвь Габсбург-Лотарингского дома, идущая от австрийского эрцгерцога Франца Фердинанда и его неравнородной супруги Софии Гогенберг, убитых в Сараево летом 1914 года. После брака Франца Фердинанда и Софии Хотек в 1900 году император Франц Иосиф возродил для неё древний габсбургский титул светлейшей княгини Гогенберг, дозволив передать этот титул будущим детям. Детей этих было трое — Максимилиан (1902—1962), Эрнст (1904—1954) и София (в браке — графиня Ностиц; 1901—1990). 

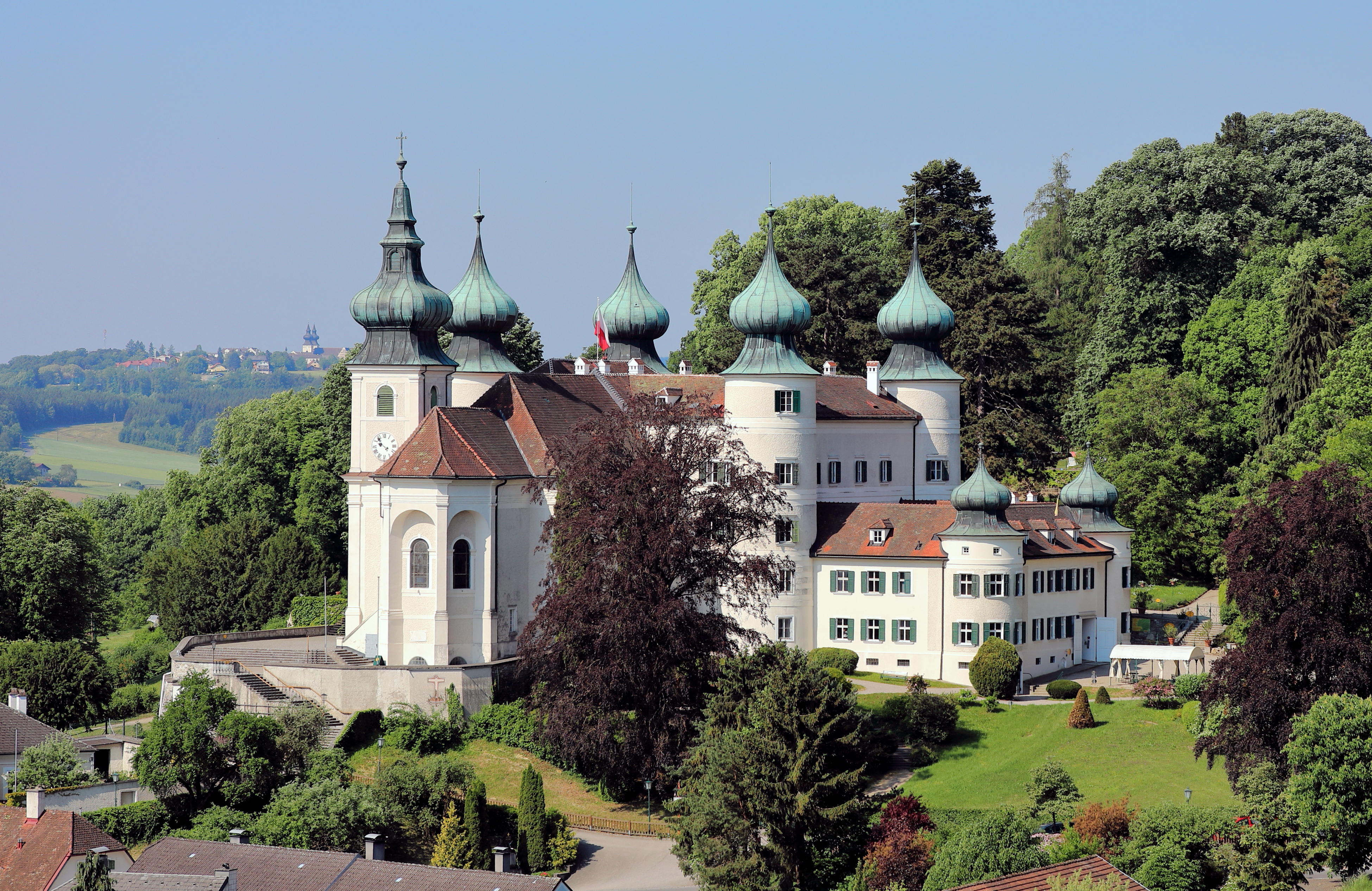
Замок Артштеттен — резиденция герцогов фон Гогенберг.

В 1909 году титул супруги Франца Фердинанда был повышен до герцогского, а в 1917 году император Карл I разрешил принять герцогский титул и осиротевшим Максимилиану, Эрнсту и Софии. После аншлюса все трое были заключены в концлагерь Дахау, где провели семь лет до освобождения Союзниками. В настоящее время главой семейства является герцог Николаус Гогенберг (род. 3 июля 1961).
Из-за протестов прочих Габсбургов супруга Франца Фердинанда не могла быть погребена в императорском склепе венской Капуцинеркирхе, поэтому эрцгерцог распорядился подготовить для себя самого и супруги склеп в загородном замке Артштеттен. Там они и были похоронены после сараевской трагедии. Артштеттен продолжает оставаться основной резиденцией семейства Гогенбергов.

## Линия наследования герцогского титула
- София Хотек, герцогиня Гогенберг (1868—1914)
  - Максимилиан, герцог Гогенберг (1902—1962)
    - Франц, герцог Гогенберг (1927—1977)
    - Георг, герцог Гогенберг (1929—2019)
      - Николаус, герцог Гогенберг (р. 1961)
        -  (1) Принц Карл (р. 1991)
          - (2) Принц Феликс (р. 2022)

      -  (3) Принц Максимилиан (р. 1970)
        - (4) Принц Николаус (р. 2001)
        -  (5) Принц Леопольд (р. 2006)

    - Принц Альбрехт (1931—2021)
      -  (6) Принц Лео Иоханнес (р. 1964)
        -  (7) Принц Адриен (р. 2003)

    - Принц Иоганнес (1933—2003)
      - (8) Принц Стефан (р. 1972)
        -  (9) Принц Непомук (р. 2005)

      -  (10) Принц Георг (р. 1975)

  -  Принц Эрнст (1904—1954)
    - Принц Франц Фердинанд (1937—1978)
      -  (11) Принц Франц Фердинанд (р. 1969)
        -  (12) Принц Максимилиан (р. 2001)